# La ruta blava
La ruta blava (1964) és un llibre de Josep Maria de Sagarra que narra el seu viatge a la Polinèsia Francesa el 1937, amb la seva esposa Mercè Devesa. Van salpar des de Marsella el 1936, després que Sagarra hagués fugit de la guerra civil espanyola. El llibre, basat en el seu quadern de bord, ofereix una visió desmitificadora de la Polinèsia, en què critica l'actitud dels habitants de les illes, a qui considera mandrosos. Tot i la percepció de desil·lusió, el viatge influirà en altres obres de Sagarra, com L'Equador i els tròpics (1947). La versió castellana va ser publicada el 1942, mentre que la catalana es va publicar pòstumament.